# Lère
La Lère est une rivière française qui coule dans les départements du Lot et de Tarn-et-Garonne. C'est un affluent de l'Aveyron en rive droite, donc un sous-affluent de la Garonne par le Tarn.
(La Lère morte est un ruisseau temporaire qui emprunte un ancien lit de la Lère)

## Géographie
De 45,2 km de longueur, la Lère prend sa source dans le département du Lot, sur le territoire de la commune de Saillac, située dans le causse de Limogne. Elle se jette dans l'Aveyron en rive droite à Réalville, dans le département de Tarn-et-Garonne.

### Communes traversées
- département du Lot : Saillac, Bach, Vaylats

- département de Tarn-et-Garonne : Saint-Projet, Loze, Mouillac, Puylaroque, Saint-Georges, Cayriech, Septfonds, Monteils, Caussade, Mirabel et Réalville.

## Principaux affluents
- Candé, 18,1 km
- Ruisseau de Sietges, 8,7 km
- Ruisseau de Fontanel, 6,6 km
- Ruisseau du Traversié, 9,4 km
- Ruisseau de Terrassou, 7,2 km
- Ruisseau de Paris, 9,1 km

## Hydrologie
La Lère est une rivière peu régulière. 

### La Lère à Réalville
Son débit a été observé durant une période de 39 ans (1968-2007), à Réalville, localité du département de Tarn-et-Garonne située au niveau de son confluent avec l'Aveyron. La surface ainsi observée est de 366 km2, soit la quasi-totalité du bassin versant du cours d'eau.
Le module de la rivière à Réalville est de 2,54 m3/s.
La Lère présente des fluctuations saisonnières de débit caractéristiques des régions du rebord sud du Massif central. Les hautes eaux se déroulent en hiver et au printemps, et se caractérisent par des débits mensuels moyens allant de 3,32 à 5,69 m3/s, de décembre à mai inclus (avec un maximum très net en février). Au mois de juin, le débit diminue fortement, ce qui mène rapidement aux basses eaux d'été qui ont lieu de juillet à septembre, entraînant une baisse du débit mensuel moyen jusqu'au plancher de 0,266 m3/s au mois d'août. Mais ces moyennes mensuelles ne sont que des moyennes et cachent des fluctuations plus prononcées sur de courtes périodes ou selon les années.

### Étiage ou basses eaux
Aux étiages, le VCN3 peut chuter jusque 0,004 m3/s en cas de période quinquennale sèche (quatre litres par seconde), c'est-à-dire que le cours d'eau peut tomber presque à sec.

### Crues
Les crues peuvent être très importantes, aggravées par la taille déjà assez élevée de son bassin versant. Les QIX 2 et QIX 5 valent respectivement 48 et 72 m3/s. Le QIX 10 est de 88 m3/s, le QIX 20 de 100 m3/s, tandis que le QIX 50 se monte à 120 m3/s.
Le débit instantané maximal enregistré à Réalville a été de 96,8 m3/s le 14 décembre 1981, tandis que la valeur journalière maximale était de 80,6 m3/s le même jour. Si l'on compare la première de ces valeurs à l'échelle des QIX de la rivière, l'on constate que cette crue était à peine d'ordre vicennal, et donc destinée à se reproduire assez fréquemment.

### Lame d'eau et débit spécifique
La Lère est une rivière moyennement abondante, beaucoup moins cependant que les affluents de la partie supérieure du cours de l'Aveyron. La lame d'eau écoulée dans son bassin versant est de 219 millimètres annuellement, ce qui est nettement inférieur à la moyenne d'ensemble de la France (plus ou moins 320 millimètres par an). C'est largement inférieur également à la moyenne du bassin de la Garonne (384 millimètres par an) et de l'Aveyron (347 millimètres par an). Le débit spécifique (ou Qsp) atteint le chiffre modéré de 6,9 litres par seconde et par kilomètre carré de bassin.